# Période d'activité aléatoire frénétique
En éthologie et en psychologie animale, la période d'activité aléatoire frénétique (d'après l'équivalent anglais frenetic random activity period), usuellement appelée la zoomie (de zoom « focalisation cognitive » et -ie, d'après l'homographe anglais zoomie) et parfois désignée comme le quart d'heure de folie, est un épisode soudain et passager d'activation comportementale d'un animal. L'expression est fréquemment (mais non exclusivement) utilisée pour faire référence à un épisode au cours duquel un animal domestique se met à courir frénétiquement en rond. La période d'activité aléatoire frénétique est un phénomène observé chez de nombreux mammifères, dont les chats,, les chiens et les lapins. Elle est considérée comme l'expression comportementale de l'excitation.